# О шестиугольных снежинках

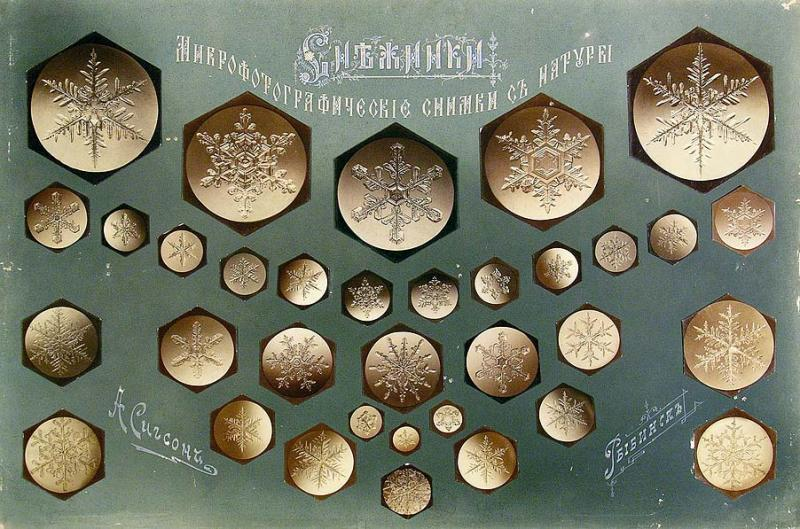
Фото снежинок на рекламном плакате российского фотохудожника А. А. Сигсона, рубеж XIX—XX веков

«О шестиугольных снежинках» (лат. Strena, seu de nive sexangula) — небольшой трактат Иоганна Кеплера, посвящённый попытке ответить на вопрос о причине шестиугольной формы снежинок. Несмотря на то, что окончательного ответа на поставленный вопрос автор не даёт, данный труд оказал значительное влияние на развитие науки и считается исходной точкой в развитии кристаллографии.

## Содержание
После шутливого посвящения своему покровителю в Праге Иоганну Матвею Вакеру фон Вакенфельсу, советнику императора Рудольфа II, которому Кеплер в качестве новогоднего подарка (лат. strena) собирается подарить по случаю окончания 1610 года «Ничто», автор формулирует тему своего сочинения: «поскольку … снежинки имеют форму шестиугольной звезды, то на то должна быть определённая причина. Ибо если это случайность, то почему не бывает пятиугольных или семиугольных снежинок»? Сразу установив, что причина этого явления не может происходить из свойств вещества, а является следствием действующих на него «начал», Кеплер переходит к анализу некоторых известных ему регулярных пространственных структур, встречающихся в природе, — пчелиные соты, зёрна граната и горошины в стручке, после чего он формулирует утверждение, известное в настоящее время как гипотеза Кеплера. Эта гипотеза призвана объяснить плотное расположение зёрен в плоде граната, причиной же шестиугольной формы основания пчелиных сот является, по мнению Кеплера, то, что среди фигур, которыми можно замостить плоскость без зазора, у шестиугольника наибольшая площадь. Помимо геометрических, Кеплер находит и чисто природные причины для такой формы сот.
Продолжая свой анализ числовых закономерностей в природе, Кеплер указывает, что у числа 5, последовательности Фибоначчи и золотого сечения также есть природные аналоги. Во всех этих случаях Кеплер предполагает наличие некоторых причин, которые упорядочивают природные объекты наиболее экономным образом. В качестве такой причины для образования формы снежинок он определяет холод. Однако такое объяснение не позволяет ответить на вопрос, почему лучей снежинок именно шесть, и почему они расположены в одной плоскости, а не распределены равномерно по поверхности сферы, что было бы естественно, учитывая, что тепло распространяется по всем направлениям. Учитывая изотропность пространства и высказанные выше соображения об упаковке шаров, Кеплер делает предположение, что в момент своего образования частицы снега расположены в кубическом порядке.
Тем не менее, почему лучей именно шесть, и как это связано с наличием шести направлений в телах животных, остаётся не ясным. Завершает свой труд Кеплер различными метафизическими соображениями о духе Земли, которые также не дают ответа, эмпирической классификацией снежинок и различными наблюдениями из области ботаники и минералогии, которые могли бы оказать помощь следующим поколениям учёных.

## Научное значение
По мнению В. И. Вернадского, это небольшое произведение Кеплера является «первой научной работой в кристаллографии». Эту точку зрения разделял И. И. Шафрановский, по словам которого, это произведение является «первым собственно кристаллографическим трактатом, свидетельствующим о приоритете Кеплера в области теоретической кристаллографии».

## Издания
- Ioannis Kepleri S. C. Maiest. Mathematici Strena Seu De Niue Sexangula. — Francofurti ad Moenum: apud Godefridum Tampach, 1611.
- И. Кеплер. О шестиугольных снежинках / Пер. с латинского Ю. А. Данилова. — М.: Наука, 1982. — 192 с. — (Популярные произведения классиков естествознания). — 100 000 экз.